# 亚历克斯·施瓦泽
亚历克斯·施瓦泽（德語：Alex Schwazer，1984年12月26日—），意大利男子田径运动员。他曾代表意大利参加2008年夏季奥林匹克运动会田径比赛，获得男子50公里竞走金牌。